# Pstrokaczka
Pstrokaczka (Stictonetta naevosa) – gatunek dużego ptaka wodnego z rodziny kaczkowatych (Anatidae), zamieszkujący głównie południowo-zachodnią i południowo-wschodnią Australię. W porze suchej, kiedy wysychają okresowe rzeki systemu Murray – Darling oraz słone jezioro Eyre, pstrokaczki migrują na wybrzeża w poszukiwaniu wody, gdzie koncentrują się w dużych stadach.

## Systematyka
Jedyny przedstawiciel rodzaju Stictonetta. Nie wyróżnia się podgatunków.

## Morfologia
Cechy gatunkuUpierzenie ciemne, szarobrązowe w jaśniejsze plamki. Duża głowa zakończona spiczasto.
Wymiary średnie
- Długość ciała ok. 50–60 cm
- Rozpiętość skrzydeł 75–85 cm
- Masa ok. 800–1000 g.

## Tryb życia
BiotopMokradła, a w porze lęgowej i w czasie suszy – otwarte zbiorniki wodne.
PożywienieGłównie rośliny i bezkręgowce wodne. Pożywienie zdobywa, brodząc w wodzie.

## Ochrona
W Czerwonej księdze gatunków zagrożonych Międzynarodowej Unii Ochrony Przyrody (IUCN) od 2000 roku pstrokaczka klasyfikowana jest jako gatunek najmniejszej troski (LC – Least Concern); wcześniej – od 1994 roku miała status gatunku narażonego na wyginięcie (VU – Vulnerable), a od 1988 roku – gatunku zagrożonego (Threatened – T). Liczebność populacji szacuje się na 11–26 tysięcy osobników, w tym 7,3–17 tysięcy osobników dorosłych. Gatunek objęty ochroną, ale pomimo to jest obiektem polowań, gdyż mylony jest z gatunkami łownymi. 

## Nazwa
Uwaga: można się spotkać z użyciem nazwy pstrokaczka w odniesieniu do innego gatunku – birginiaka (Polysticta stelleri).